# Ramon Albó i Martí
Ramon Albó i Martí (Barcelona, 30 d'agost de 1871- 22 d'octubre de 1955) fou un polític independent, sociòleg i advocat català especialitzat en temes penitenciaris, de tarannà conservador i catòlic.
Era fill del militant carlí Ramón Albó Calvaría, natural de Castanyet, i de Dolors Martí i Nogués natural de Barcelona. Es va casar amb Maria Ferrer i Bertrand. Era germà de Francesc Albó i Martí.
Quan estava estudiant la carrera de dret, visitava les presons de Barcelona per a interessar-se per la qüestió carcerària. El 1895 fou nomenat ja cap del Patronat de Nens i Adolescents Presos, i així el 1905 va escriure Corrección de la infancia delincuente. Va treballar de conseller a Cubiertas y Tejados i al Ferrocarril de Núria, i el 1904 era vocal a la junta de la Caixa de Pensions per a la Vellesa i d'Estalvis.
Albó va implicar-se en política però sempre com a independent. Així doncs el 1901 entrava de regidor a la ciutat de Barcelona amb la Lliga Regionalista. El seu integrisme catòlic va impregnar el projecte reformista de la Presó Model de Barcelona amb un dur règim disciplinari (que ja va quedar en dubte l'any 1906 amb el primer motí de presos) o que va avançar el sistema de redempció de penes per treball que posteriorment va adoptar el franquisme.
El 1907 va dirigir durant un any la revista Aurora Social, des d'on va defensar un sindicalisme amb conviccions fortament catòliques. Militant de la Lliga Regionalista, el 1908 va prendre l'acta de diputat per Barcelona i com a membre de la coalició de Solidaritat Catalana en substitució d'Ildefons Sunyol i Casanovas, diputat que havia estat escollit a les eleccions generals espanyoles de 1907. Més endavant, a les eleccions generals espanyoles de 1923, va guanyar l'escó, aquest cop per Castellterçol.
Fou el primer jutge president del Tribunal Tutelar de Menors des del 1922 (on hi col·laborà Josep Maria Folch i Torres). Aquell mateix any fou nomenat també Director General de Presons, càrrec des d'on intentà reformar el sistema penitenciari i rehabilitar els joves delinqüents. Precisament amb aquesta finalitat va fundar l'Obra Tutelar Agrària el 1928, que va crear colònies agràries a Santa Maria del Vallès i a Santa Maria de Gimenells.
Amb l'adveniment de la Segona República el 1931 va perdre tots els seus càrrecs. Durant la Guerra Civil Espanyola va anar a viure a Burgos i Donostia. El 1939 la dictadura franquista va rehabilitar-lo. Queda un home controvertit per les seves opcions tradicionalistes i el seu catolicisme conservador, sobretot pel seu paper en la reconstitució del Tribunal de Menors després de la Guerra Civil. «Falta un estudi en profunditat sobre l'home, l'obra i la seva significació.»
Té un carrer homònim dedicat a Barcelona.

## Obres[5]
- El patronato de niños y adolescentes presos, Barcelona, 1898
- Apuntes para un proyecto de reforma penitenciaria, Barcelona, 1901
- Corrección de la infancia delincuente, Barcelona, 1905
- Barcelona caritativa, benéfica y social, Barcelona, 1914
- Seis años de vida del Tribunal Tutelar de Menores de Barcelona, Barcelona, 1927
- Siguiendo mi camino, Barcelona, 1955